# Großsteingräber bei Quitzerow
Die Großsteingräber bei Quitzerow waren neun megalithische Grabanlagen der jungsteinzeitlichen Trichterbecherkultur bei Quitzerow, einem Ortsteil von Kletzin im Landkreis Mecklenburgische Seenplatte (Mecklenburg-Vorpommern). Sie wurden vermutlich im späten 19. oder frühen 20. Jahrhundert zerstört. Die Existenz der Gräber wurde in den 1820er Jahren durch Friedrich von Hagenow handschriftlich erfasst. Seine Notizen wurden 1961 von Hansdieter Berlekamp veröffentlicht.

## Lage

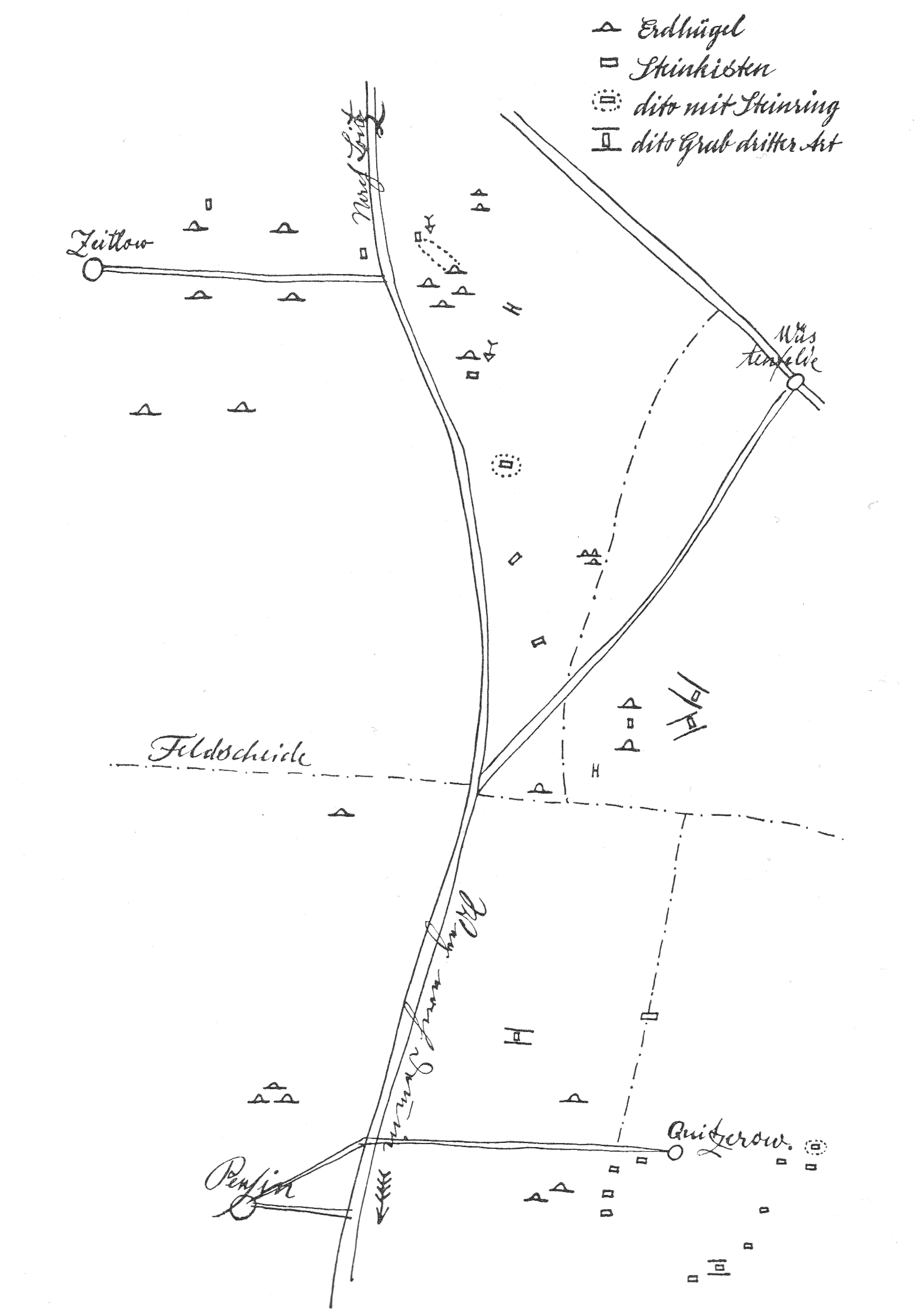
Lageplan der Großsteingräber und Grabhügel bei Zeitlow, Wüstenfelde, Pensin und Quitzerow nach von Hagenow

Sieben Gräber befanden sich östlich und südöstlich von Quitzerow, eines westlich und eines nordwestlich. In der Umgebung gab es einst zahlreiche weitere Großsteingräber. Direkt westlich schlossen sich die Großsteingräber bei Pensin an. Nördlich lagen die Großsteingräber bei Zeitlow und Wüstenfelde. Die nächsten noch erhaltenen Anlagen sind die 4 km ostnordöstlich gelegenen Großsteingräber bei Sophienhof.

## Beschreibung
Bei allen Anlagen handelte es sich um Großdolmen. Sieben davon waren mit einem Rollsteinhügel ummantelt. Die achte Anlage besaß eine ovale oder kreisförmige Steinumfassung. Das neunte Grab besaß ein Hünenbett mit rechteckiger oder trapezförmiger Umfassung.